# Ole Petersen (Politiker)
Ole Levi Albrekt Petersen (* 7. März 1894 in Maniitsoq; † 1979) war ein grönländischer Landesrat.

## Leben
Ole Petersen war der Sohn von Elias Kristian Frederik Peter Petersen (1853–1940) und seiner Frau Berthelene Margrete Ane Maria Skifte (1856–?). Der Katechet und Landesrat Jonas Petersen war sein jüngerer Bruder. Ole Petersen war verheiratet mit Marie Karoline Jakobine Rosing (1898–1980), Tochter des Udstedsverwalters Johannes Peter Rosing (1863–?) und seiner Frau Susanne Maria Lise Heilmann (1865–?). Sie war die Enkelin von Karoline Rosing (1842–1901) und die Nichte von Christian Rosing (1866–1944), Peter Rosing (1871–1938) und Karl Rosing (1878–?). Aus der Ehe gingen unter anderem der Rektor Hans Christian Petersen (1925–2015), der Eskimologe Robert Petersen (1928–2021), der Pastor Ricard Petersen (1931–2014) und die Dichterin und Übersetzerin Mariane Petersen (1937–2025) hervor.
Ole Petersen arbeitete ab 1917 als Bürogehilfe. Er saß von 1923 bis 1926 erstmals in Grønlands Landsråd, wurde aber im letzten Jahr von Peter Petersen ersetzt. 1932 ersetzte er selbst Niels Lynge im Landesrat und war dann von 1933 bis 1938 eine weitere Legislaturperiode ordentliches Mitglied, nahm aber 1936 nicht an der Sitzung teil.